# Ashton Leigh
Ashton Courtney Leigh (* 1. Juni 1986 in New Orleans, Louisiana) ist eine US-amerikanische Schauspielerin. Sie spielte bisher in über 120 Film- oder Fernsehserienproduktionen mit.

## Leben
Leigh wurde am 1. Juni 1986 in New Orleans geboren. Ihre Schwester Storm Leigh konnte bereits als Laiendarsteller schauspielerische Erfahrungen sammeln. Ihr Schauspieldebüt gab sie 2009 im Kurzfilm Love Lies Bleeding. In den nächsten Jahren erhielt sie immer wieder Besetzungen in verschiedenen Film- und Fernsehserienproduktionen. Eine größere Rolle mimte sie im 2015 erschienen Horrorfilm Frankenstein vs. the Mummy. 2019 spielte sie in drei Episoden der Fernsehserie Ambitions die Rolle der Natasha. Als Antagonistin war sie 2025 im Tierhorrorfilm Great White Waters in der größeren Rolle der Charlotte Harlow zu sehen.

## Filmografie (Auswahl)
- 2009: Love Lies Bleeding (Kurzfilm)
- 2010: The Virginity Hit
- 2010: Where Strippers Go to Die (Kurzfilm)
- 2011: Swamp Shark – Der Killerhai (Swamp Shark, Fernsehfilm)
- 2011: Devils and Dust
- 2012: Restless
- 2012: Ghost Horror House – The Leroux Spirit Massacre (American Horror House, Fernsehfilm)
- 2013: Die Pute von Panem – The Starving Games (The Starving Games)
- 2015: Frankenstein vs. the Mummy
- 2015: Demonic – Haus des Horrors (Demonic)
- 2015: The Sickroom (Convergence)
- 2015: Summer Shark Attack (Ozark Sharks, Fernsehfilm)
- 2016: Skookum: The Hunt for Bigfoot
- 2017: Nanny Seduction (Fernsehfilm)
- 2017: Camera Obscura
- 2017: Love at the Shore (Fernsehfilm)
- 2017: Mississippi River Sharks (Fernsehfilm)
- 2018: Gothic Harvest
- 2018: Haunting on Fraternity Row
- 2018: Merry Wish-Mas
- 2019: Roe v. Wade
- 2019: Jake’s Road
- 2019: Infidelity
- 2019: Semper Fi
- 2019: The Long Shadow
- 2019: Sunday Girl
- 2019: Ambitions (Fernsehserie, 3 Episoden)
- 2020: Halfway Home
- 2020: Don’t Look Back (Good Samaritan)
- 2020: My Christmas Wish
- 2021: Incantation
- 2021: Fatal Frenemies (Fernsehfilm)
- 2021: Deadly Dorm (Fernsehfilm)
- 2021: Joey and Ella
- 2021: Oh Crappy Day
- 2021: A New Lease on Christmas
- 2021: The Green (Fernsehfilm)
- 2022: My Sugardaddy – Gefährliche Liebe (Prisoner of Love, Fernsehfilm)
- 2022: Phony
- 2022: The Wedding Arrangement (Fernsehfilm)
- 2022: She Is Not Your Daughter (Fernsehfilm)
- 2022: Family Dollar: Little Miracles
- 2022: Spirit
- 2023: Psycho Paramedic (Fernsehfilm)
- 2023: Big Shark
- 2023: The Kept Mistress Killer (Fernsehfilm)
- 2023: Black Noise
- 2024: Night Lily (Fernsehfilm)
- 2024: Lisa Frankenstein
- 2024: Sex-Positive – Erlaubt ist, was gefällt (Sex-Positive)
- 2024: The Magician’s Raincoat
- 2024: Deadly Ruphoria
- 2024: Purgatory Station
- 2025: Don’t Let the Cat Out
- 2025: Great White Waters